# Savigné-sous-le-Lude
Savigné-sous-le-Lude é uma comuna francesa na região administrativa do País do Loire, no departamento de Sarthe. Estende-se por uma área de 34 km². Em 2010 a comuna tinha 443 habitantes (densidade: 13 hab./km²).